# Never Forget (песня Греты Салоуме и Йоунси)
Never Forget (в букв. переводе — Никогда не забуду) — песня на английском языке, записанная Гретой Салоуме Стефаунсдоттир и Йоуном Йоусепом Снайбьорнссоном (выступающим как Йоунси) в 2012 году. Текст и музыка к песне была записана самой Гретой.
11 февраля 2012 года исландская версия песни — «Mundu eftir mér» была выбрана для участия от имени Исландии на конкурсе песни «Евровидение 2012», который прошёл в столице Азербайджана Баку. Англоязычная версия была исполнена в первом полуфинале конкурса (22 мая 2012). Песня прошла в финал, в котором выступила под номером 7.
Исландская версия песни, «Mundu eftir mér», заняла вторую строчку в исландском музыкальном чарте. Режиссёр видеоклипа на песню — Ханнес Тоур Халльдоурссон.
Песня заняла 20 место на Евровидении и 2 место на OGAE Евровидения 2012.